# Regionaal park Calblanque, Monte de las Cenizas y Peña del Águila

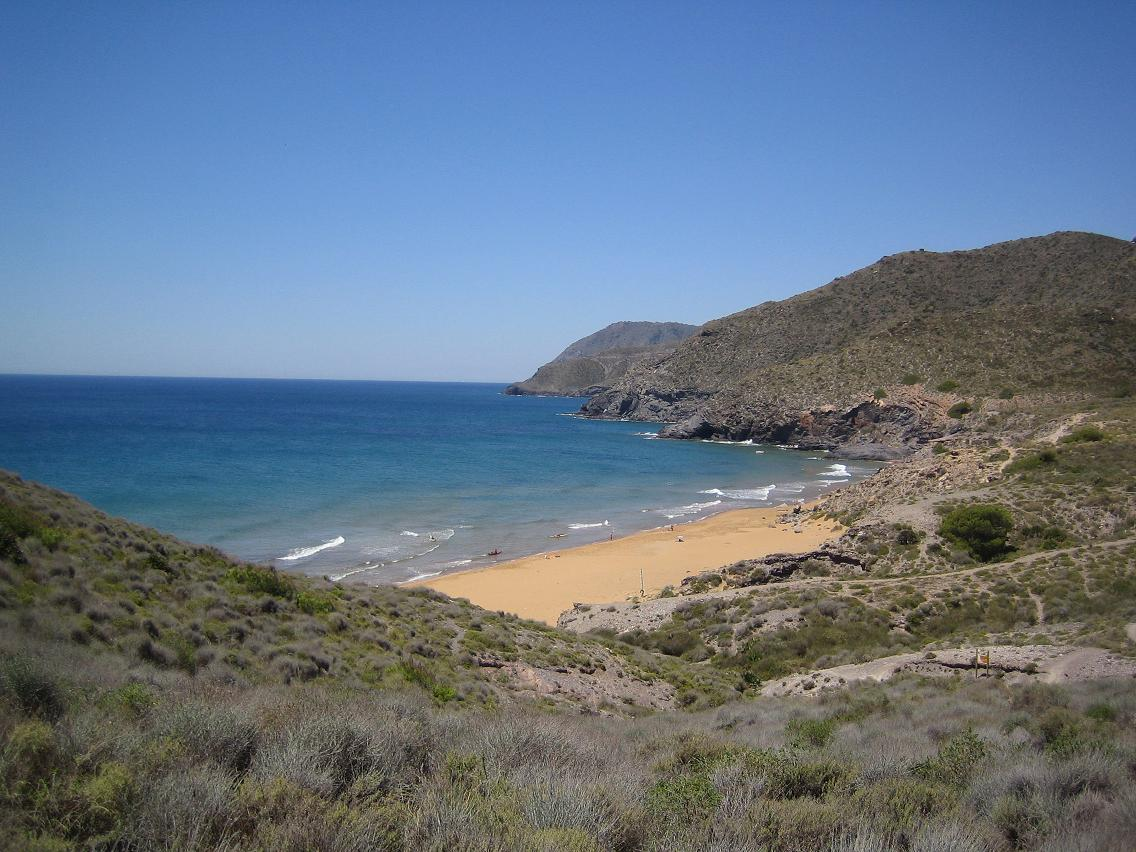

Het Regionaal Park Calblanque, Monte de las Cenizas y Peña del Águila (Spaans: Parque regional de Calblanque, Monte de las Cenizas y Peña del Águila) is een natuurpark in Murcia in Spanje. Het natuurpark werd opgericht in 1992 en is 2453 hectare groot. Het natuurpark omvat bergen, stranden en kustlijn.